# 巴克拉诺夫角
巴克拉诺夫角（俄语：Мыс Бакланова）或斗运岬（日语：／）是库页岛中部西海岸的海角，面对鞑靼海峡，属萨哈林州乌格列戈尔斯克区，南北有岛ケ崎和波列维角，巴克拉诺夫角周围地区的最高点海拔296米。